# Bătrâna
Bătrâna – wieś w Rumunii, w okręgu Hunedoara, w gminie Bătrâna. W 2011 roku liczyła 86 mieszkańców.